# Belén Garijo
Belén Garijo López (Almansa, Albacete, 31 de julio de 1960) es una médica y directora ejecutiva española. Es la CEO global del grupo farmacéutico alemán Merck. Es consejera del BBVA y del grupo francés L'Oréal.

## Biografía
Nació en Almansa (Albacete) el 31 de julio de 1960. Se licenció en medicina por la Universidad de Alcalá en 1983 y se especializó en farmacología clínica en el Hospital Universitario La Paz (Madrid). Tras seis años como médica en el área de Farmacología Clínica, se unió a la industria farmacéutica. 
Trabajó ocho años en la estadounidense Abbott Laboratories, en investigación y desarrollo. A partir de 1996, dirigió la unidad de negocio de oncología de la compañía francesa Rhône-Poulenc Rorer.
En 2000, y tras la fusión de Rhône-Poulenc con otras farmacéuticas, se creó el grupo Aventis y fue designada vicepresidenta en esta área. 
En 2003, Garijo se convirtió en directora general de Aventis España, liderando la fusión con Sanofi. A partir de 2011, se produjo la integración global entre diversas empresas y grupos farmacéuticos, con la adquisición de la compañía biotecnológica estadounidense Genzyme etc., creándose el grupo Sanofi-Aventis.
En 2011 Garijo se unió a la división de biofarmacia de la farmacéutica alemana Merck como directora de operaciones. En 2013, fue ascendida a presidenta y directora ejecutiva de esa división y, desde 2015, es miembro de la junta ejecutiva y, como tal, es la ejecutiva femenina del DAX 30 mejor pagada.
En setiembre de 2020, el grupo alemán nombró a Belén Garijo como su nueva CEO global para asumir en mayo de 2021. Al principio de mayo de 2021, fue confirmada como líder de Merck KGaA convirtiéndose en la primera mujer en liderar una empresa del DAX30.

## Vida privada
Belén Garijo López está casada con un urólogo y tiene dos hijas.